# 謝維岳
謝維岳，又名崧生，字瑞琳，號籟軒，又號石秋，為臺灣清領時期末期之客家士紳，光緒19年癸巳恩科舉人，曾倡辦英才書院擔任董事，並參加乙未戰爭。

## 生平
謝維岳為客家人，出生於苗栗縣，定居於銅鑼鄉。光緒15年（1889年）曾倡議於苗栗文昌祠之倉頡廳創辦英才書院。光緒17年（1891年）應苗栗縣知縣沈茂蔭之邀，與謝錫光、李祥甫、黃文哲、郭鏡清，杜式桂、曾肇楨、黃肇儒等人共同編撰《苗栗縣志》。光緒19年（1893年）癸巳科福建鄉試林旭榜舉人。
光緒20年（1894年）《苗栗縣志》完稿，但適甲午戰爭，謝維岳乃將文稿帶至中國大陸。乙未戰爭戰況吃緊之時，謝維岳曾代表義軍向外請求援助，未果。

## 衍生習俗
每年元宵節時，苗栗市會舉行「苗栗龍」(即炸龍)。